# Чая (Крым)
Чая́ (укр. Чая, крымскотат. Çaya, Чая) — исчезнувшее село в Нижнегорском районе Республики Крым, первоначально располагавшееся на востоке центральной части района, в степном Крыму, примерно в 2,5 км к юго-востоку от современного села Желябовка. Основанная в середине XIX века Чая болгарская находилась на правом берегу Биюк-Карасу — сейчас центр Желябовки.

## История
История Чая состоит из двух этапов: первый — старинное селение, о котором первое документальное упоминание встречается в Камеральном Описании Крыма… 1784 года, судя по которому, в последний период Крымского ханства Джея входила в Кучук Карасовский кадылык Карасъбазарскаго каймаканства. После присоединения Крыма к России (8) 19 апреля 1783 года, (8) 19 февраля 1784 года, именным указом Екатерины II сенату, на территории бывшего Крымского Ханства была образована Таврическая область и деревня была приписана к Левкопольскому, а после ликвидации в 1787 году Левкопольского — к Феодосийскому уезду Таврической области. После Павловских реформ, с 1796 по 1802 год, входила в Акмечетский уезд Новороссийской губернии. По новому административному делению, после создания 8 (20) октября 1802 года Таврической губернии, Чая была включена в состав Урускоджинской волости Феодосийского уезда.
По Ведомости о числе селении, названиях оных, в них дворов… состоящих в Феодосийском уезде от 14 октября 1805 года , в деревне Чая числилось 5 дворов и 43 жителя.
На военно-топографической карте генерал-майора Мухина 1817 года деревня Шая обозначена с 11 двором. После реформы волостного деления 1829 года Чоле, согласно «Ведомости о казённых волостях Таврической губернии 1829 года», отнесли к Бурюкской волости (переименованной из Урускоджинской). На карте 1836 года в деревне 14 дворов, а на карте 1842 года Чая обозначена условным знаком «малая деревня», то есть, менее 5 дворов.
В 1860-х годах, после земской реформы Александра II, деревню приписали к Шейих-Монахской волости. Когда татары покинули деревню, в документах не зафиксировано, но, согласно «Списку населённых мест Таврической губернии по сведениям 1864 года», составленному по результатам VIII ревизии 1864 года, Чая — уже владельческая русская деревня с 12 дворами, 45 жителями, но ещё с мечетью при колодцах. По обследованиям профессора А. Н. Козловского начала 1860-х годов, в селении были колодцы с пресной водой глубиною не более 1,5 саженей (3 м). На трёхверстовой карте Шуберта 1865—1876 года деревня Чая обозначена с 8 дворами. Но и эта Чая просуществовала недолго.
24 августа 1867 года, жители болгарских колоний Кишлав и Старый Крым на сходе избрали уполномоченного для покупки недвижимого имущества генерал-лейтенанта Андрея Шостака в деревне Чая Феодосийского уезда. Через несколько месяцев, на левом берегу реки Биюк-Карасу в урочище Чая, поселилось 22 семьи кишлавцев и старокрымцев. Как самостоятельное поселение, новая Чая в документах не упоминается — видимо, считалась частью Андреевки. Последний раз название встречается в «…Памятной книжке Таврической губернии на 1892 год», согласно которой в безземельной деревне Чая Андреевской волости, не входившей ни в одно сельское общество, было 74 жителя, у которых домохозяйств не числилось — так обычно записывали поселения арендаторов. В дальнейшем селение, видимо, было окончательно поглощено Андреевкой.